# آه كين

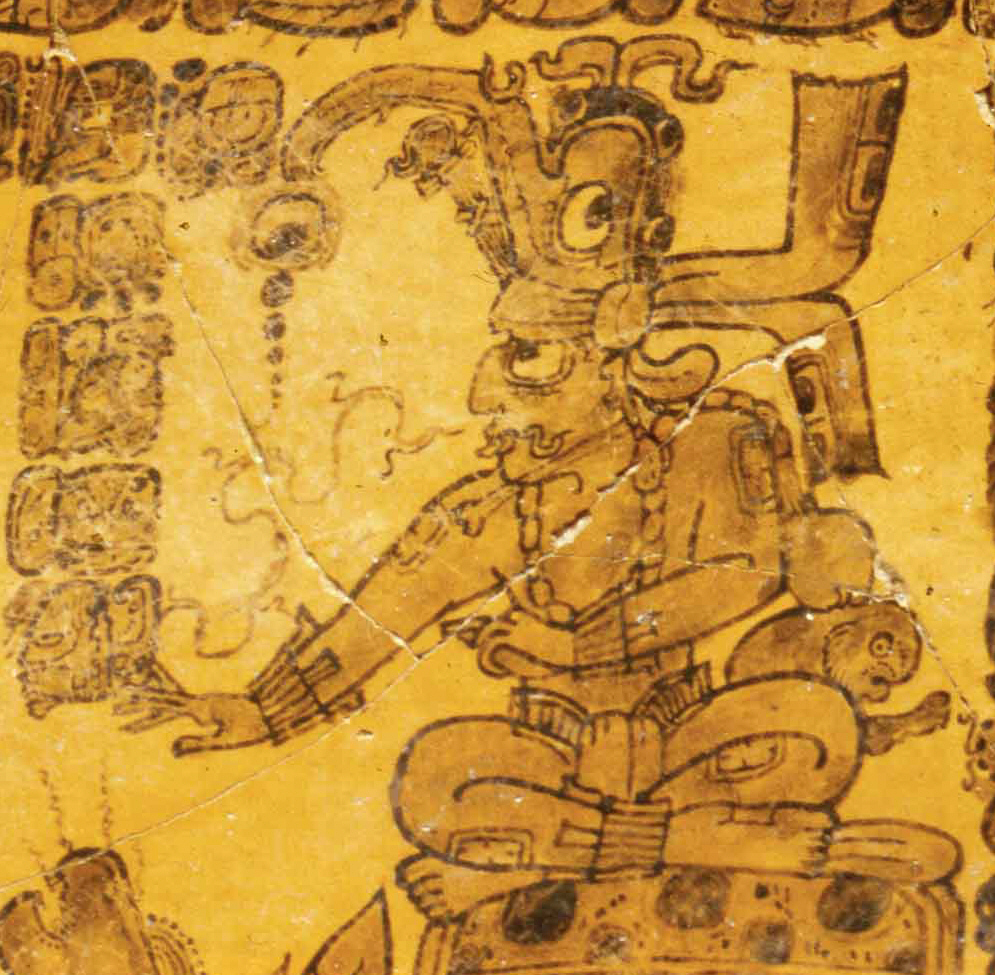
صورة تعبيرية للمعبود آه كين أو أكين (تعبيرية وتحتمل أن تكون غير حقيقية)

آه كين أو أكين (بالإنجليزية: Ah Kin) واسمه يعني «هو الذي من الشمس»، هو إله الشمس في الديانة المايانية، ولهذا المعبود شخصية مزدوجة متناقضة: فهو الإله الشاب الذي يتقدم لخطبة إلهة القمر أكنا، لكنه في الوقت نفسه المعبود الذي يحمي البشر من قوى الشر المرتبطة بالظلام. وتروي الأسطورة أنه يُحمَل في الليل إلى العالم السفلي على كتفي الإله سكنيوم Sucunyum، يصلي له عابدوه عند شروق الشمس، كما تقام له الطقوس ويحرق البخور، ويضرع له المريض ليشفيه، والأعزب ليأتيه بزوجة. وهو الذي يهيمن على الجفاف والمرض.